# Akane Shinsha
Akane Shinsha (茜新社 meaning Madder New Company?) (AS) es una editorial japonesa centrada en material para adultos, como cómics (también conocidos como manga) libros y revistas. La compañía se estableció en octubre de 1976.
En 2009, con 65 títulos ocupó el segundo lugar entre los editores ero-manga en Japón, superado solo por Core Magazine con 76, y superando a TI Net (44), Kubo Shoten (42) y Kill Time Communication (41).
En el panel de MangaGamer en el Otakon 2011, MG anunció que están expandiendo su negocio a la distribución digital del manga erótico de Akane Shinsha.

## Adaptaciones

### Anime
Algunos de los manga creados por la compañía fueron lo suficientemente notables como para ser adaptados en OVAs de anime. Éstos incluyen:
- Serie vanilla:
  1. Seme Chichi (basada en el manga del 2009) animación de Y.O.U.C., producida por Digital Works
    1. Episodio 1 publicado el 10 de septiembre de 2010
    2. Episodio 2 publicado el 10 de diciembre de 2010

  2. Maid-Ane (basado en el manga de 2010, dos OVAs en 2011 de 27 minutos cada uno) producido y distribuido por Digital Works
    1. Episodio 1 publicado el 19 de agosto de 2011
    2. Episodio 2 publicado el 16 de diciembre de 2011

  3. First Love (ファースト ラブ) por Akiomi Osuzu (basado en el manga de abril de 2011, tres OVAs en 2012 que tienen una duración de 27 minutos) fue producido por Digital Works y distribuido por MS Pictures
    1. First Love (Primer Amor) 香澄 publicado el 16 de marzo de 2012
    2. First Love (Primer Amor) 千夏 publicado el 15 de junio de 2012
    3. First Love (Primer Amor) 真琴 publicado el 19 de octubre de 2012
- Gogo no Kōchō (basado en el manga Junai Mellow de octubre de 2011) publicado el 21 de septiembre de 2012

### Manga en inglés
Digital Manga Inc. ha traducido y publicado al menos 5 de las obras creadas por Yamatogawa (originalmente publicado en la línea Tenma Comics) en América del Norte, que incluyen:

1. Aqua Bless
2. Boing Boing
3. How Good was I?
4. Power Play!
5. Witchcraft

## Artistas empleados
- Ryō Ramiya publicó al menos 5 trabajos bajo la compañía:
  1. Nijiiro Daireikai (匂艶大霊界, junio de 1990, ISBN 4-7901-0002-2 
  2. Milky morning (ミルキ-モ-ニング, agosto de 1993, ISBN 4-87182-072-6 
  3. Pretty Afternoon (プリティアフタヌーン, octubre de 1993, ISBN 4-87182-083-1 
  4. Misty Twilight (ミスティートワイライト, noviembre de 1993, ISBN 4-87182-086-6 
  5. Silky Midnight (シルキー ミッドナイト, diciembre de 1993, ISBN 4-87182-090-4
- Ayato Sasakura publica bajo Comic RIN[9]  antes de su trabajo ilustrando el manga  Shakugan no Shana de 2005 a 2011, incluye:
  1. Shōjo-ryū kōfuku kakushu-ron (少女流幸福攫取論, 2004, ISBN 4-87182-678-3 ).

## Publicaciones

### Revista Comic Tenma
Establecida en 1998 incluye títulos:
1. Aqua Bless (アクアブレス) por Yamatogawa publicado el 24 de febrero de 2007
2. Witchcraft por Yamatogawa publicado el 14 de mayo de 2008
  - Traducido a inglés
3. Tsuki to Taiyō (月と太陽19 Moon and Sun) por  Syatikamaboko publicado el Marcha publicada 2009
4. Tayu Tayu (たゆたゆ "Boing Boing") por Yamatogawa publicado el 24 de abril de 2009
5. Seme Chichi (せめ ♥ ちち) por Erect Sawaru (エレクトさわる) publicado el 26 de septiembre de 2009
  - Adaptado a un OVA anime de 2 episodios en 2010
6. Taihen Yokudekimashita? (たいへんよくできました "how good was I?") por Yamatogawa publicado el 18 de diciembre de 2009
7. Kaichō no Iinari (会長のいいなり！Student Council President's Slave) por Syatikamaboko publicado el 21 de mayo de 2010
8. Maid-Ane (メイド姉) por Maguro Teikoku (まぐろ帝國 Tuna Empire) publicado el 23 de julio de 2010
  - Adaptado en una serie de OVAs anime de 2 episodios en 2011
9. Imako System (イマコシステム) por Midori no Rūpe publicado el 25 de septiembre de 2010
10. First Love (ファースト ラブ) por Akiomi Osuzu publicado el 28 de abril de 2011
  - Adaptado en una serie de OVAs anime de 3 episodios en 2012
11. Junai Mellow (純愛メロウ Pure Love Mellow) por Jun publicado el 14 de octubre de 2011
  - Adaptado a un OVA anime de 1 episodio en 2012
12. Power Play! (Powerプレイ！) por Yamatogawa publicado el  24 de febrero de 2012
13. Sensei to Issho (先生といっしょ) por Syatikamaboko publicado el 23  de marzo de 2012
14. Nikuman Ko (にくまん娘 Hot, Juicy & Cute Girls in Comics) por Warashibe publicado el 10 de agosto de 2012
15. Ane-Koi (姉恋) por Yuzuki N Dash y Buruman (ぶるまん) por Blmanian  ambos publicados el 27 de abril de 2012

### Revista Comic LO
Establecida en 2002

### Tenma Comics
No debe confundirse con la revista "Comic TENMA", esta línea de cómics incluye varias filiales:
1. TENMACOMICS EX
2. TENMACOMICS LO
3. TENMACOMICS RIN